# Yvonne de Gaulle

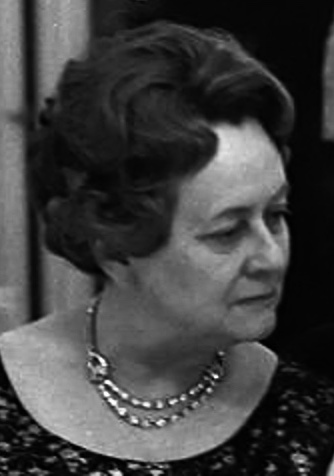
Yvonne de Gaulle (1968)

Yvonne de Gaulle (geborene Yvonne Charlotte Anne Marie Vendroux, * 22. Mai 1900 in Calais; † 8. November 1979 in Paris) war verheiratet mit General Charles de Gaulle und Première Dame de France von 1959 bis 1969.
Aus der Ehe gingen drei Kinder hervor:
- Philippe de Gaulle (* 28. Dezember 1921; † 12./13. März 2024), Admiral, danach Senator
- Élisabeth de Gaulle (* 15. Mai 1924; † 2. April 2013)
- Anne de Gaulle (* 1. Januar 1928; † 6. Februar 1948)

Die jüngste Tochter Anne wurde mit dem Down-Syndrom geboren. Yvonne de Gaulle gründete mit ihrem Mann die Wohltätigkeitsstiftung Fondation Anne-de-Gaulle (dt.: Stiftung Anne-de-Gaulle), die geistig behinderte Kinder unterstützt.